# Rob Font

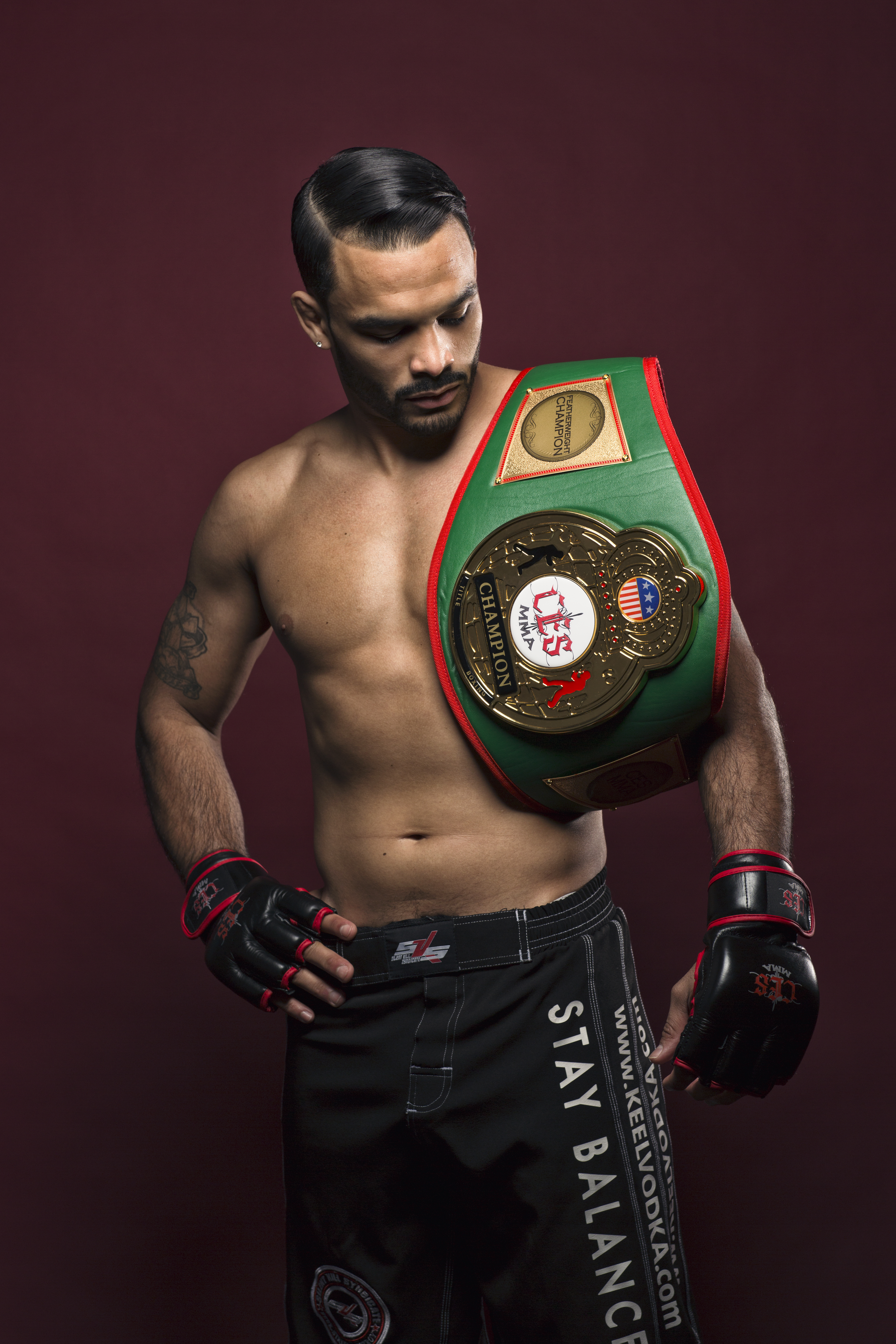
Rob Font

Rob Font (Leominster, 25 de junho de 1987) é um lutador de artes marciais mistas porto-riquenho-estadunidense que atualmente luta na categoria peso-galo do Ultimate Fighting Championship.

## Carreira no MMA
Nativo da Central Massachusetts, Font iniciou carreira no MMA amador em 2009, e fez sua estreia profissional em dezembro de 2011.
Compilou um cartel de 10-1, competindo para várias promoções regionais na sua região nativa, Nova Inglaterra, antes de assinar com o UFC, em maio de 2014.

### Ultimate Fighting Championship
Font fez sua estréia na promoção contra George Roop, em 5 de julho de 2014, no UFC 175. Ele ganhou a luta por nocaute no primeiro round. Ele também ganhou um bônus de Performance da Noite.
Em sua próxima luta, Font enfrentaria Chris Beal, em 5 de setembro de 2014, no UFC Fight Night 50.  No entanto, Font retirou-se da luta citando uma lesão.
Font enfrentaria Mitch Gagnon, em 4 de outubro de 2014, no UFC Fight Night 54.  Posteriormente, Font retirou-se da luta na semana do evento, e foi substituído por Roman Salazar.
Font enfrentaria Chris Williams, em 17 de janeiro de 2016, no UFC Fight Night: Dillashaw vs. Cruz.  Posteriormente, Williams foi forçado a sair da luta devido a uma lesão, e foi substituído por Joey Gomez. Font ganhou a luta por TKO no segundo round.
Font, em seguida, enfrentou John Lineker, em 14 de maio de 2016, no UFC 198. Ele perdeu a luta por decisão unânime.
Font enfrentaria Ian Entwistle, em 8 de outubro de 2016, no UFC 204. No entanto, no dia anterior ao evento, Entwistle adoeceu durante o processo de corte de peso, e o combate foi desfeito.
Font enfrentaria Alejandro Pérez, em 3 de dezembro de 2016, no The Ultimate Fighter 24 Finale. No entanto, Perez saiu da luta em 24 de novembro.  Ele foi substituído pelo novato na organização, Matt Schnell. Font ganhou a luta por TKO no primeiro round.

## Campeonatos e realizações
- Ultimate Fighting Championship
  - Performance da Noite (uma vez) vs. George Roop
- CES MMA
  - Campeão Peso-Pena (uma vez)

## Cartel no MMA
| Cartel no MMA   |             |            |
| 24 lutas        | 19 vitórias | 5 derrotas |
| Por nocaute     | 8           | 0          |
| Por finalização | 6           | 1          |
| Por decisão     | 5           | 4          |

| Res.    | Cartel | Oponente                 | Método                                    | Evento                                               | Data       | Round | Tempo | Local                   | Notas                                                    |
| ------- | ------ | ------------------------ | ----------------------------------------- | ---------------------------------------------------- | ---------- | ----- | ----- | ----------------------- | -------------------------------------------------------- |
| Vitória | 20-6   | Adrian Yanez             | Nocaute Técnico (socos)                   | UFC 287: Pereira vs. Adesanya 2                      | 08/04/2023 | 1     | 2:57  | Miami, Flórida          | Performance da Noite.                                    |
| Derrota | 19-6   | Marlon Vera              | Decisão (unânime)                         | UFC on ESPN: Font vs. Vera                           | 30/04/2022 | 5     | 5:00  | Las Vegas, Nevada       | Luta em Peso Casado; Font não bateu o peso.              |
| Derrota | 19-5   | José Aldo                | Decisão (unânime)                         | UFC on ESPN: Font vs. Aldo                           | 04/12/2021 | 5     | 5:00  | Las Vegas, Nevada       |                                                          |
| Vitória | 19-4   | Cody Garbrandt           | Decisão (unânime)                         | UFC Fight Night: Font vs. Garbrandt                  | 22/05/2021 | 5     | 5:00  | Las Vegas, Nevada       |                                                          |
| Vitória | 18-4   | Marlon Moraes            | Nocaute Técnico (socos)                   | UFC Fight Night: Thompson vs. Neal                   | 19/12/2020 | 1     | 3:47  | Las Vegas, Nevada       | Performance da Noite.                                    |
| Vitória | 17-4   | Ricky Simon              | Decisão (unânime)                         | UFC on ESPN: Overeem vs. Rozenstruik                 | 07/12/2019 | 3     | 5:00  | Washington D.C          | Luta da Noite.                                           |
| Vitória | 16-4   | Sergio Pettis            | Decisão (unânime)                         | UFC on Fox: Lee vs. Iaquinta II                      | 15/12/2018 | 3     | 5:00  | Milwaukee, Wisconsin    |                                                          |
| Derrota | 15-4   | Raphael Assunção         | Decisão (unânime)                         | UFC 226: Miocic vs. Cormier                          | 07/07/2018 | 3     | 5:00  | Las Vegas, Nevada       |                                                          |
| Vitória | 15-3   | Thomas Almeida           | Nocaute Técnico (chute na cabeça e socos) | UFC 220: Miocic vs. Ngannou                          | 20/01/2018 | 2     | 2:24  | Boston, Massachusetts   |                                                          |
| Derrota | 14-3   | Pedro Munhoz             | Finalização (guilhotina)                  | UFC Fight Night: Brunson vs. Machida                 | 28/10/2017 | 1     | 4:03  | São Paulo               |                                                          |
| Vitória | 14-2   | Douglas Silva de Andrade | Finalização (guilhotina)                  | UFC 213: Romero vs. Whittaker                        | 08/07/2017 | 2     | 4:36  | Las Vegas, Nevada       |                                                          |
| Vitória | 13-2   | Matt Schnell             | Nocaute Técnico (joelhada e socos)        | The Ultimate Fighter: Tournament of Champions Finale | 03/12/2016 | 1     | 3:47  | Las Vegas, Nevada       |                                                          |
| Derrota | 12-2   | John Lineker             | Decisão (unânime)                         | UFC 198: Werdum vs. Miocic                           | 14/05/2016 | 3     | 5:00  | Curitiba                |                                                          |
| Vitória | 12-1   | Joey Gomez               | Nocaute Técnico (socos)                   | UFC Fight Night: Dillashaw vs. Cruz                  | 17/01/2016 | 2     | 4:13  | Boston, Massachusetts   |                                                          |
| Vitória | 11-1   | George Roop              | Nocaute (socos)                           | UFC 175: Weidman vs Lyoto Machida                    | 05/07/2014 | 1     | 2:19  | Las Vegas, Nevada       | Estreia no UFC; Estreia nos Galos; Performance da Noite. |
| Vitória | 10-1   | Tristen Johnson          | Nocaute (soco)                            | CES MMA 23                                           | 25/04/2014 | 1     | 2:48  | Lincoln, Rhode Island   |                                                          |
| Vitória | 9-1    | Ahsan Abdullah           | Finalização (estrangulamento d'arce)      | CES MMA 21                                           | 24/01/2014 | 1     | 3:48  | Lincoln, Rhode Island   |                                                          |
| Vitória | 8-1    | Matt Dimarcantonio       | Decisão (unânime)                         | CES MMA 20                                           | 06/12/2013 | 3     | 5:00  | Lincoln, Rhode Island   | Defendeu o Cinturão Peso Pena do CES.                    |
| Vitória | 7-1    | Chris Foster             | Nocaute Técnico (socos)                   | CES MMA 18: Gold Rush                                | 09/08/2013 | 1     | 4:01  | Lincoln, Rhode Island   | Ganhou o Cinturão Peso Pena do CES.                      |
| Vitória | 6-1    | Lucas Cruz               | Decisão (unânime)                         | CES MMA: Path to Destruction                         | 12/04/2013 | 3     | 5:00  | Lincoln, Rhode Island   | Peso Casado (150 lb).                                    |
| Vitória | 5-1    | Saul Almeida             | Decisão (unânime)                         | CES MMA: Undisputed 2                                | 01/02/2013 | 3     | 5:00  | Lincoln, Rhode Island   |                                                          |
| Vitória | 4-1    | Brandon Fleming          | Decisão (unânime)                         | Cage Titans 11                                       | 12/10/2012 | 3     | 5:00  | Plymouth, Massachusetts |                                                          |
| Vitória | 3-1    | Lionel Young             | Finalização (guilhotina)                  | CFX 21                                               | 11/08/2012 | 3     | 0:58  | Brockton, Massachusetts |                                                          |
| Vitória | 2-1    | Thane Stimson            | Nocaute (soco)                            | Reality Fighting                                     | 02/06/2012 | 1     | 0:43  | Uncasville, Connecticut | Estreia no peso-pena.                                    |
| Derrota | 1-1    | Desmond Green            | Decisão (unânime)                         | Premier FC 8                                         | 01/04/2012 | 3     | 5:00  | Holyoke, Massachusetts  |                                                          |
| Vitória | 1-0    | Matt Tuthill             | Finalização (chave de braço)              | Premier FC 7                                         | 03/12/2011 | 1     | 2:32  | Amherst, Massachusetts  |                                                          |